# Butrint
Butrint (albanska: Butrint med böjningsformen Butrinti) är en arkeologisk fyndplats i sydligaste delen av Albanien och ort i distriktet Sarandë (14 km söder om staden Saranda). Orten har cirka 650 invånare.
Staden ligger i en brant intill Vivarisundet och är befolkad sedan urminnes tider. Den första stadsbebyggelsen är 3 000 år gammal, och arkeologiska utgrävningar har pågått där sedan 1920-talet. Det finns en stor mängd byggnader här, där de äldsta är från 800-talet f.Kr. I staden finns en välbevarad antik teater samt ett antikt badhus. Stadsmuren från 400-talet f.Kr. finns ännu kvar.
Staden hette ursprungligen Vouthroton, men har även varit en romersk stad med namnet Buthrotum. Den hade sin storhetstid under den bysantinska tiden, men övergavs i slutet av medeltiden när den stod under venetianskt styre.

## Historia

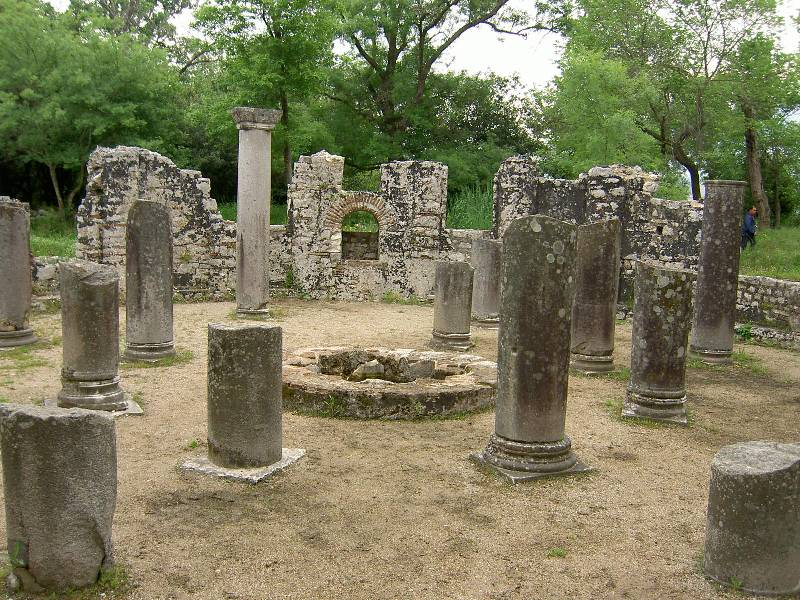
Ruinerna efter ett dopkapell

Butrint var tidigt en illyrisk stad i Epirus-regionen, men på platsen finns spår efter 50 000 år gamla mänskliga bosättningar Den romerske poeten Vergilius hävdade att trojaner bosatte sig i Butrint och att staden grundades av Helenus som gifte sig med Andromache och flyttade västerut efter att Troja fallit. Arkeologiska undersökningar som gjorts på fyndplatsen har dock inte kunnat bekräfta detta.
Historikern Dionysios av Halikarnassos skrev att Aeneas besökte Butrint efter att ha flytt från Troja.
De första arkeologiska bevisen på fast bosättning daterar sig till mellan 1000-talet och 800-talet f.Kr. Den ursprungliga bosättningen sålde troligen mat till Korfu och hade ett fort och en helgedom. Butrint var en strategiskt betydelsefull plats på grund av sitt läge vid sundet mitt emot Korfu. På 400-talet f.Kr. hade staden växt i betydelse och hade såväl en amfiteater, en helgedom tillägnad Asklepios och en agora. På 300-talet hade staden blivit en av Medelhavsområdets viktigare centrum för handel och sjöfart.
Rom tog kontrollen över Butrint år 167 f.Kr. och staden blev år 228 ett protektorat intill Korfu. Under det följande århundradet blev orten en del i provinsen Illyricum. År 44 f.Kr. utsåg Julius Caesar Butrint till en belöningskoloni för soldater som hade kämpat vid hans sida mot Pompejus. Lokala jordägaren Titus Pomponius Atticus vände sig till Cicero som lobbade mot planen i senaten. Som ett resultat av detta fick Butrint bara ett fåtal kolonisatörer.
År 31 f.Kr. återinförde kejsar Augustus planen att göra Butrint till en veterankoloni. Nya invånare utökade staden och byggandet inkluderade en akvedukt, ett romerskt badhus och ett nymphaeum.
Under senare delen av den romerska eran blev Butrint en betydelsefull hamnstad i provinsen Gamla Epirus och en plats där lokala maktkamper utkämpades. På 200-talet förstörde en jordbävning större delen av staden. Utgrävningar har visat att staden vid den tiden var på nedgång och hade blivit ett tillverkningscentrum. Den återuppbyggda staden hade det magnifika Triconchpalatset som byggdes omkring år 425.
På 500-talet blev Butrint ett biskopsstift och nya byggnadsverk inkluderade ett stort dopkapell och en basilika. Kejsar Justinianus I lät förstärka murarna runt staden. Goter plundrade Butrint år 550, vilket gav upphov till en ny nedgång.
På 600-talet hamnade Butrint under slavisk kontroll. Staden minskade betydligt under de följande århundradena fram till 800-talet då det bysantinska väldet tog kontroll över området efter en strid mot Despoten av Epirus. De följande århundradena var området en konfliktfylld plats där strider mellan Bysantiner, Angeviner och Venezianer utkämpades och staden bytte ägare flera gånger. År 1267 tog Karl I av Anjou kontroll både över Butrint och Korfu och lät renovera murarna och basilikan.
Republiken Venedig köpte området från Angevinerna 1386. Venetianska köpmän ockuperade endast delar av området. År 1490 började de bygga ett torn och ett litet fort.
1797 hamnade Butrint under fransk kontroll då Venedig lämnade över området till Napoleon I som en fredsbosättning. 1799 intog osmanska riket området och det blev en del av imperiet fram till Albaniens självständighet 1917. Vid den tiden hade den ursprungliga staden varit obebodd i århundraden.

## Arkeologiska utgrävningar

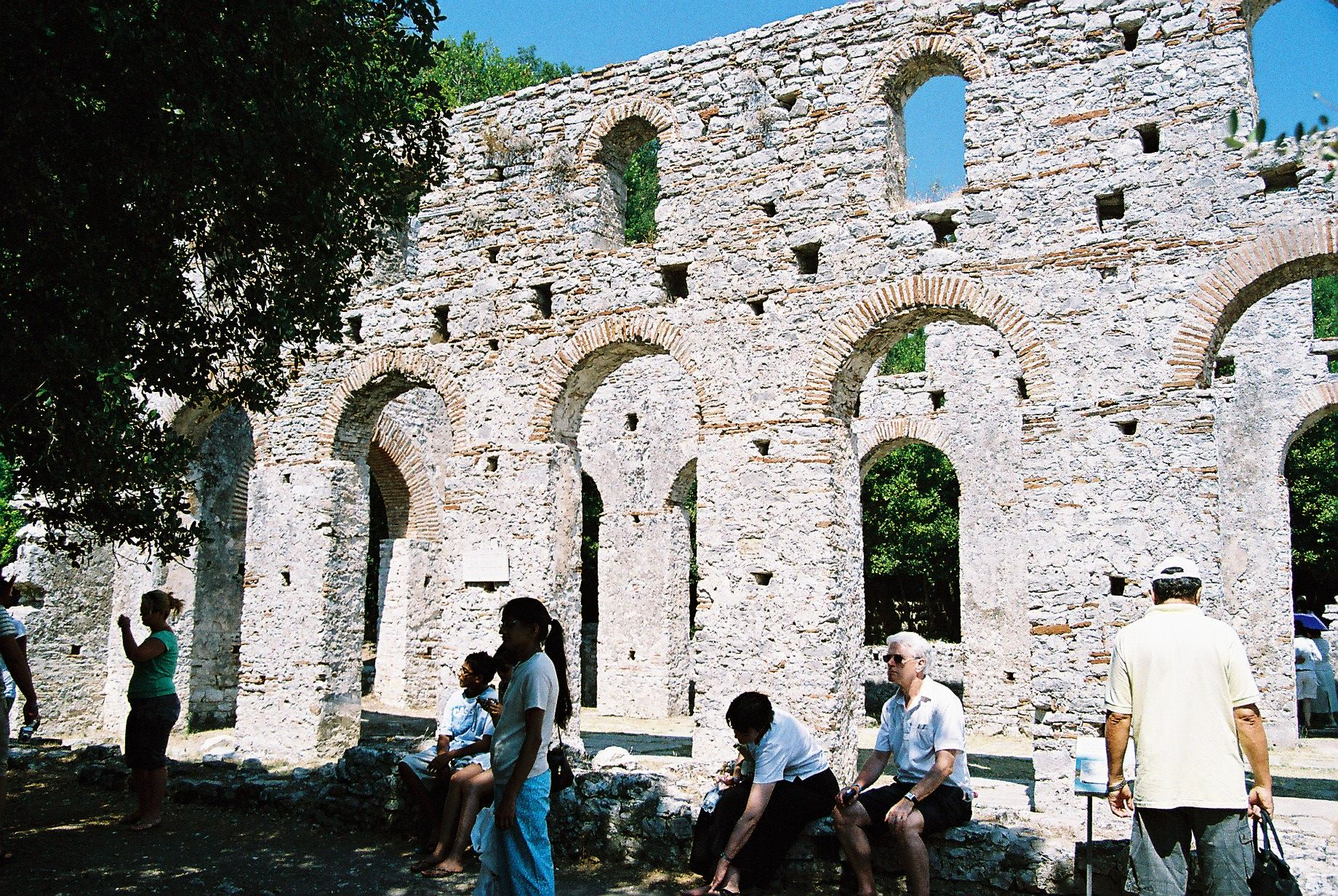
Arkeologisk fyndplats vid Butrint.

Den första moderna arkeologiska utgrävningen påbörjades 1928 då Mussolinis fascistregering sände en expedition till Butrint. Dess ledare var den italienska arkeologen Luigi Ugolini. Ugolini dog 1936 men utgrävningarna fortsatte till 1943. De avtäckte den Hellenistiska delen av staden och en port de gav namnet "Lejonporten".
Efter att kommunistregeringen med Enver Hoxha i spetsen tagit över i Albanien 1944, förbjöds utländska arkeologer att verka där. Albanska arkeologen Hasan Ceka fortsatte dock arbetet. Sovjetunionens regeringschef Nikita Chrusjtjov besökte ruinerna 1959 och föreslog att Hoxha skulle förvandla området till en ubåtsbas. National Institute of Archaeology påbörjade större och mer omfattande utgrävningar på 1970-talet.
Efter kommunistregimens fall 1992 började den nya regeringen planlägga en flygplats i området. Samma år blev lämningarna i Butrint upptagna på Unescos världsarvslista och listan över hotade världsarv. Den ekonomiska kollapsen 1997 hejdade flygplatsplanerna och världsarvskommittén ansåg då att världsarvet fortfarande skulle vara kvar på listan över hotade världsarv på grund av nedskräpning, undermåligt skydd, skötsel och underhåll.
2006 hade situationen förbättrats och Butrint togs bort på listan över hotade världsarv. Området är nu en del av Butrint nationalpark och det arkeologiska museet i Butrint öppnade i september 2005 i ett medeltida venetianskt slott från 1300-talet.
Efter grundandet av Butrintstiftelsen har platsen blivit en turistattraktion. Packard Humanities Institute finansierar arkeologiska projekt i Butrint. Projekten inkluderar de från Institute of World Archaeology vid University of East Anglia, lett av Richard Hodges och Albanska arkeologiska institutet, lett av Ilir Gjepali. Projektet utbildar också nya albanska arkeologer.

## Att besöka Butrint
Butrint nås från Saranda, längs en väg byggd 1959 för Nikita Chrusjtjovs besök. Från den grekiska semesterön Korfu går endagsturer till Butrint.

## Galleri

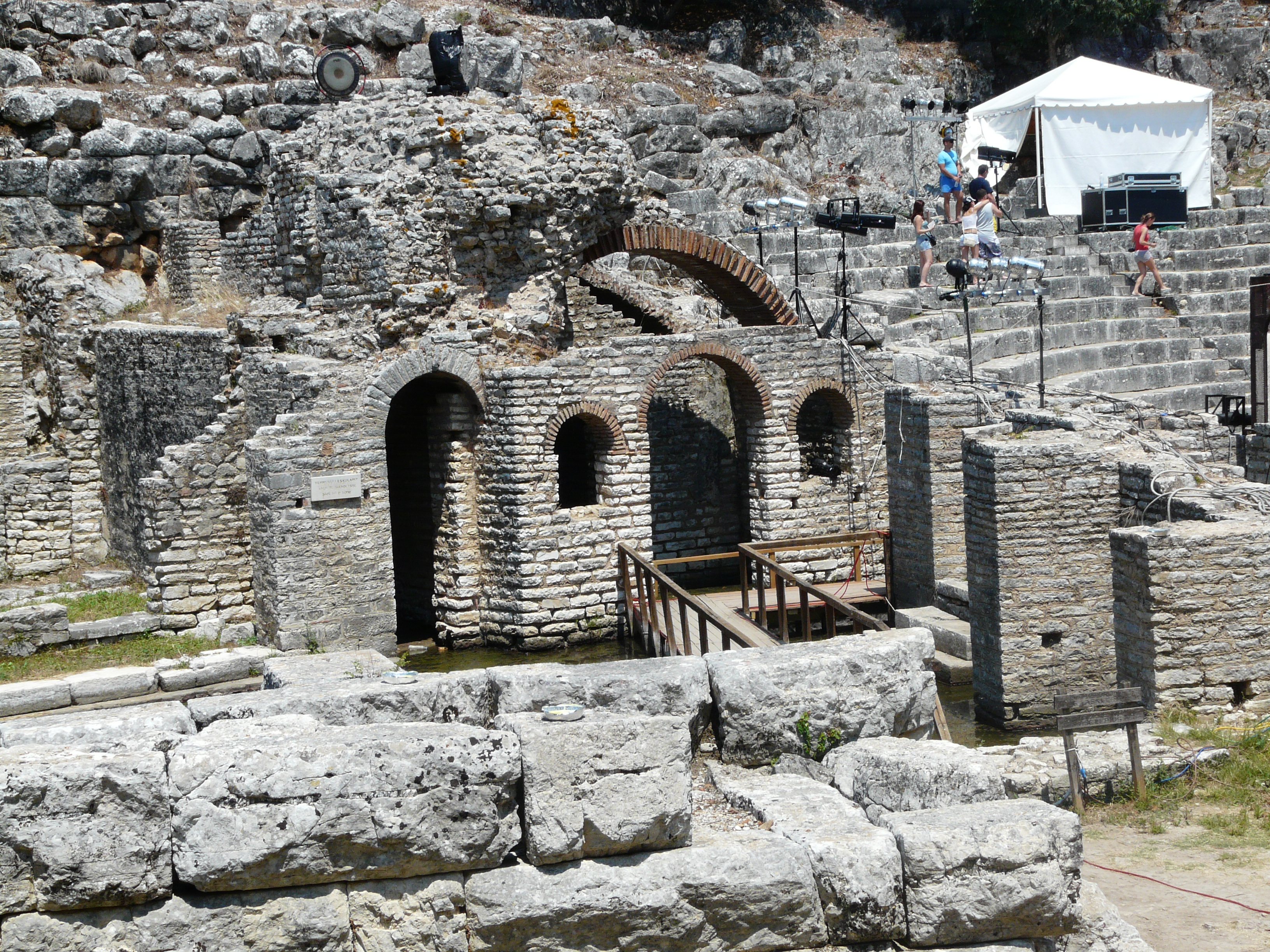
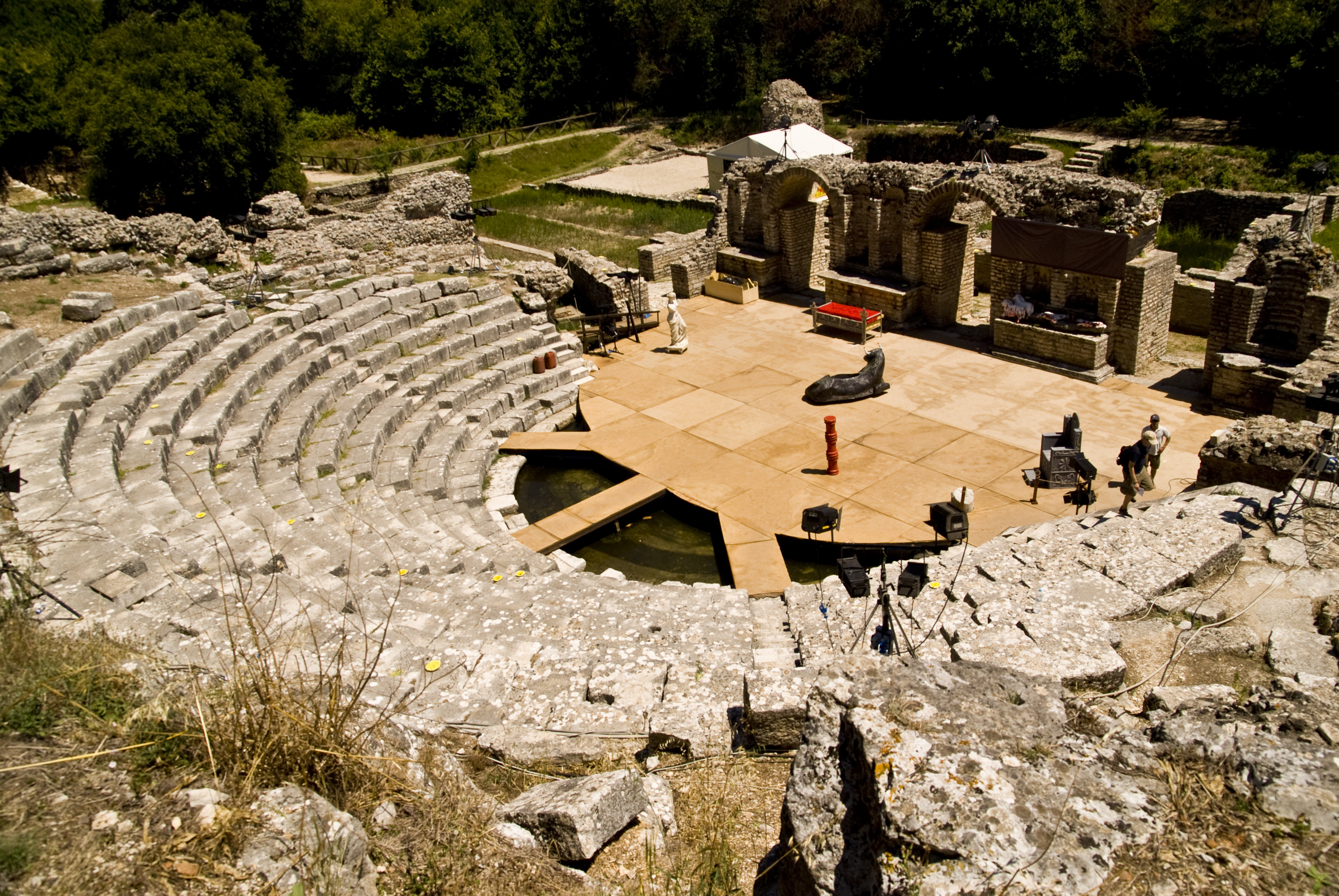
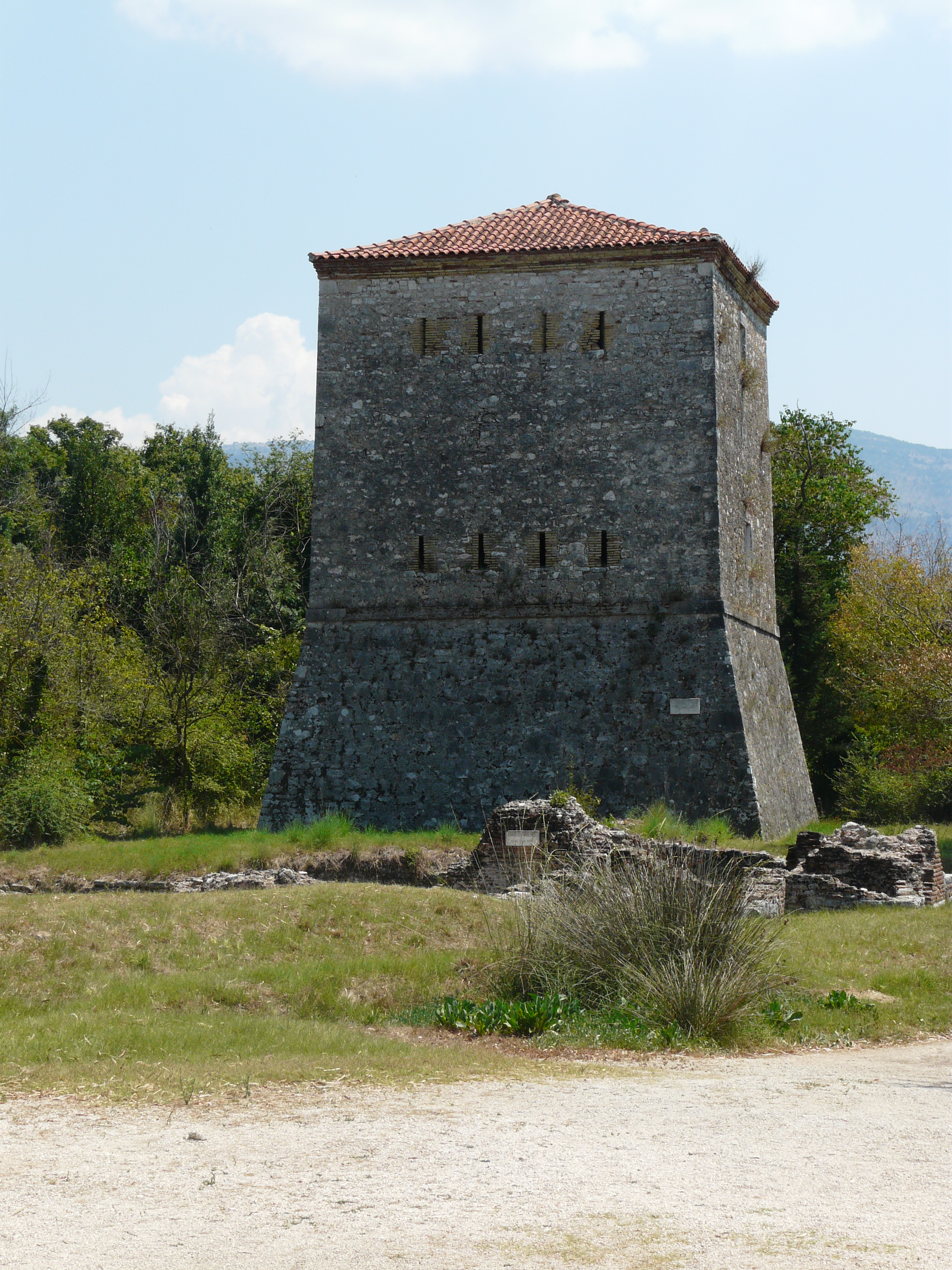
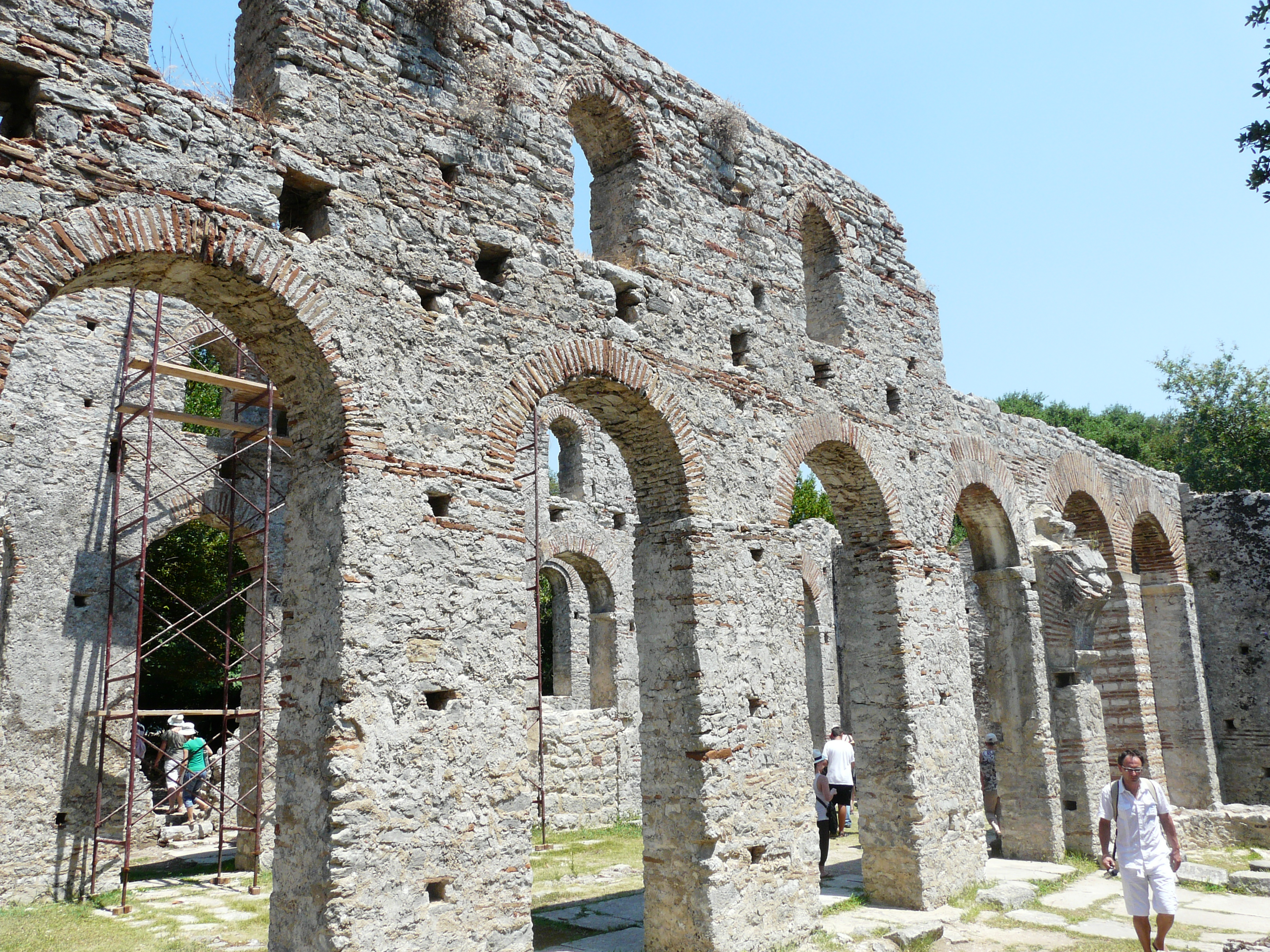
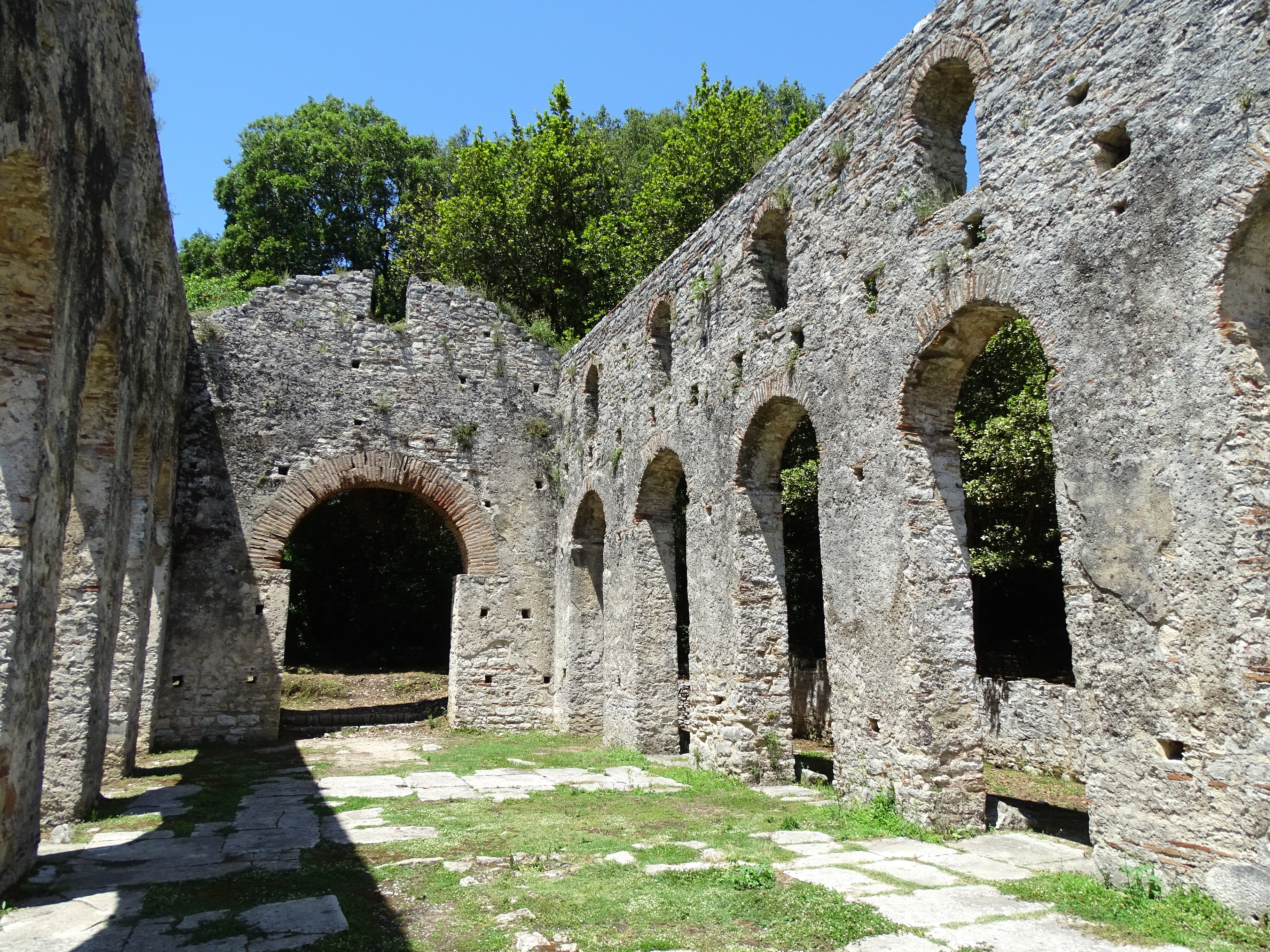
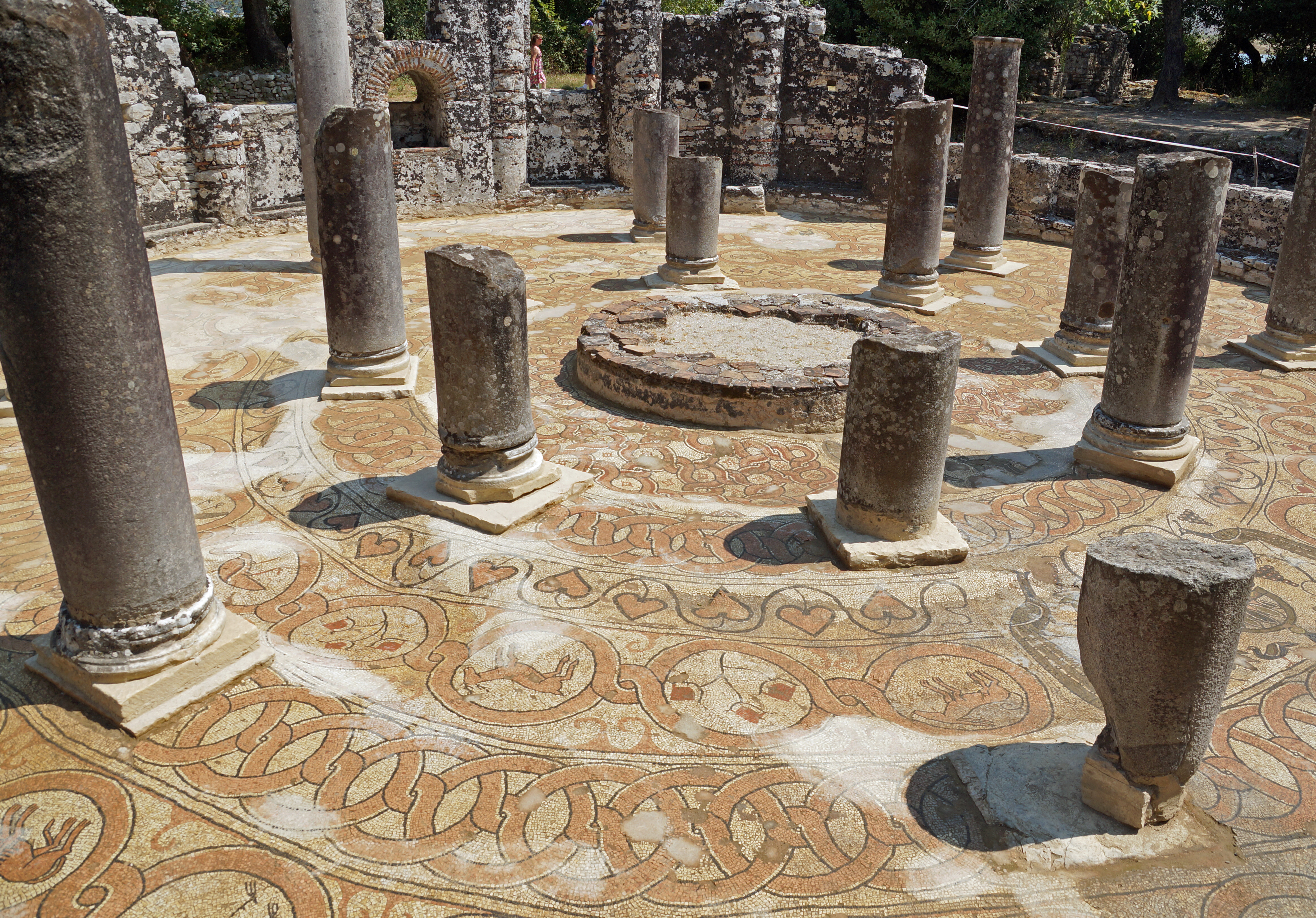
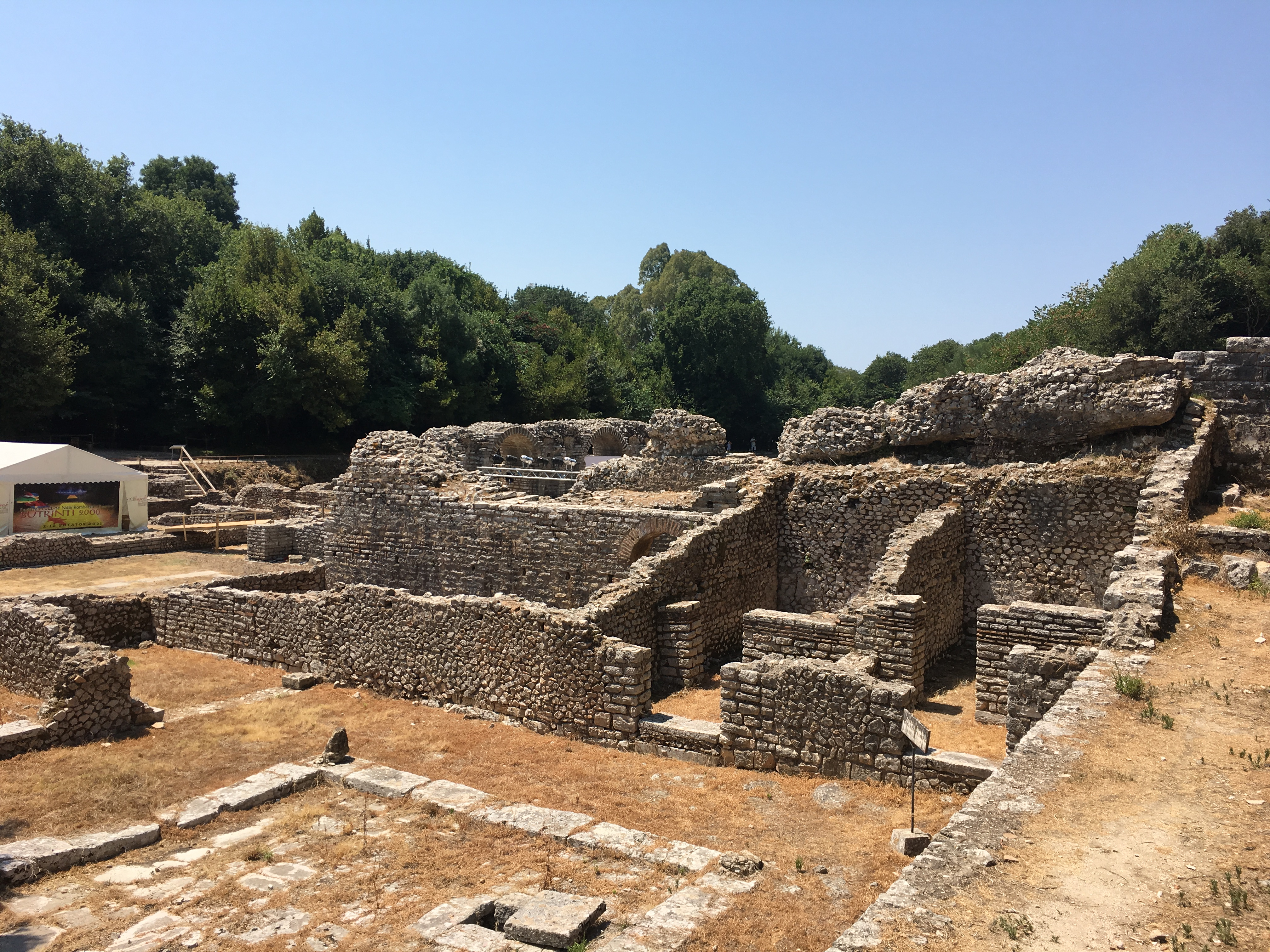